# Silt
Silt er en jordtype med jordpartikler af en kornstørrelse mellem 0,002 og 0,063 mm. Materialet er så finkornet, at man kun akkurat kan føle partiklerne ved at gnide lidt af silten mellem fingrene.
Silt er et besværligt stof at have med at gøre. Hvis en siltrig jord behandles som sandjord (forårspløjning), klumper den og bliver stenhård, men hvis man behandler den som lerjord (efterårspløjning), så bliver den til pulver og fyger i forårstiden.

## Geotekniske forhold
Kornstørrelsen for netop silt tillader strømning af vand mellem kornene samtidigt med, at der er sammenhængskraft (kohæsíon) imellem disse. Silt har således egenskaber som både sand og ler. Adskillelse af silt og ler kan ses ved en praktisk test. Der udrulles en pølse af jordarten, og denne trækkes let et lille stykke ud, hvorefter jorden bryder. Hvis man, inden brud, skubber sammen på prøven igen, mærker man igen et lille stykke med let bevægelse, hvorefter bevægelsen standses. Forsøget viser silts "harmonika-struktur".